# Rogier Blink
Rogier Blink (ur. 13 stycznia 1982 w Groningen) – holenderski wioślarz, mistrz Europy, brązowy medalista mistrzostw świata. Reprezentant Holandii w wioślarskiej ósemce podczas igrzysk olimpijskich 2008 i 2012

## Osiągnięcia
| Rok  | Impreza              | Miejsce          | Konkurencja           | Lokata      |
| ---- | -------------------- | ---------------- | --------------------- | ----------- |
| 2005 | Mistrzostwa świata   | Gifu             | ósemka                | 8. miejsce  |
| 2006 | Mistrzostwa świata   | Eton             | ósemka                | 14. miejsce |
| 2007 | Mistrzostwa świata   | Monachium        | czwórka ze sternikiem | 5. miejsce  |
| 2008 | Igrzyska olimpijskie | Pekin            | ósemka                | 4. miejsce  |
| 2010 | Mistrzostwa Europy   | Montemor-o-Velho | ósemka                | 4. miejsce  |
| 2010 | Mistrzostwa świata   | Hamilton         | ósemka                | 4. miejsce  |
| 2011 | Mistrzostwa świata   | Bled             | dwójka bez sternika   | 8. miejsce  |
| 2012 | Igrzyska olimpijskie | Londyn           | ósemka                | 5. miejsce  |
| 2012 | Mistrzostwa Europy   | Varese           | dwójka bez sternika   | 1. miejsce  |
| 2013 | Mistrzostwa Europy   | Sewilla          | dwójka bez sternika   | 3. miejsce  |
| 2013 | Mistrzostwa świata   | Chungju          | dwójka bez sternika   | 3. miejsce  |